# Пикероби
Пикероби (порт. Piquerobi) — муниципалитет в Бразилии, входит в штат Сан-Паулу. Составная часть мезорегиона Президенти-Пруденти. Входит в экономико-статистический микрорегион Президенти-Пруденти. Население составляет 3633 человека на 2006 год. Занимает площадь 482,506 км². Плотность населения — 7,5 чел./км².
Праздник города — 20 марта.

## История
Город основан в 1917 году.

## Статистика
- Валовой внутренний продукт на 2003 составляет 28 500 900,00 реалов (данные: Бразильский институт географии и статистики).
- Валовой внутренний продукт на душу населения на 2003 составляет 8.001,38 реалов (данные: Бразильский институт географии и статистики).
- Индекс развития человеческого потенциала на 2000 составляет 0,744 (данные: Программа развития ООН).